# 长港路站
长港路站位于中华人民共和国湖北省武汉市江汉区，是武汉地铁2号线的地铁车站。原名金色雅园站，后根据市民意见修改。

## 车站结构
位于金雅二路中段，车站以北为长港路与金雅二路十字路口，以南为常青三路与金雅二路十字路口。
车站于2007年10月完成招标，2008年1月底开工。
车站总长534.2m，标准段宽18.5m，开挖深度平均约为16.5m，主体建筑面积为18476㎡。
车站为地下两层：地下一层为站厅层；地下二层为站台层。

### 楼层分布
| 地面     | 地面               | 出入口                               |  |  |
| 地下一层 | 站厅               | 售票机、客服中心、武漢通充值、洗手間 |  |  |
| 地下二层 |                    | █ 2号线 往天河机场（常青花园）       |  |  |
|          | 岛式站台，左侧开门 |                                      |  |  |
|          |                    | █ 2号线 往佛祖岭（汉口火车站）       |  |  |

### 車站出口
|                                                 |      |                                                                                         |
| 出口編號                                        | 設施 | 建議前往的目的地                                                                        |
| A                                               |      | 新灣二路 長港路、大興第一實驗小學金色雅園校區、南航小區、南航花苑                       |
| B                                               |      | 新灣二路 長港路、金色雅園金池苑                                                         |
| C                                               |      | 新灣二路 常青五路、武漢市第一初級中學(金雅校區)、中國移動通信集團湖北有限公司、中國銀行 |
| D                                               |      | 新灣二路 常青三路、武漢市中級人民法院、金色雅園                                         |
| E                                               |      | 新灣二路 常青三路、金色雅園金沙苑、金色雅園金濤苑                                       |
| F                                               |      | 新灣二路 常青五路、武漢市天然氣公司、中國工商銀行、金色雅園金濤苑、紅領巾學校陽光校區   |
| G                                               |      | 新灣二路 常青五路、中國建設銀行、招商銀行、新世界·常青南園                              |
| H                                               |      | 新灣二路 長港路、中國武漢市委黨校、新世界·常青南園                                      |
| J                                               |      | 新灣二路 長港路、武漢市旅遊學校、武漢市紅光小區、常青南園北區                           |
| 注： 設有升降機 \| 設有輪椅升降台 \| 設有洗手間 |      |                                                                                         |

## 鄰近地點
- 中国电信湖北分公司
- 中国移动湖北分公司
- 武汉市中级人民法院

### 内部链接
- 武汉地铁车站列表